# Perroy
Perroy je obec na jihozápadě Švýcarska v okrese Nyon v kantonu Vaud. Leží poblíž Ženevského jezera. Žije zde přibližně 1 500 obyvatel.

## Geografie

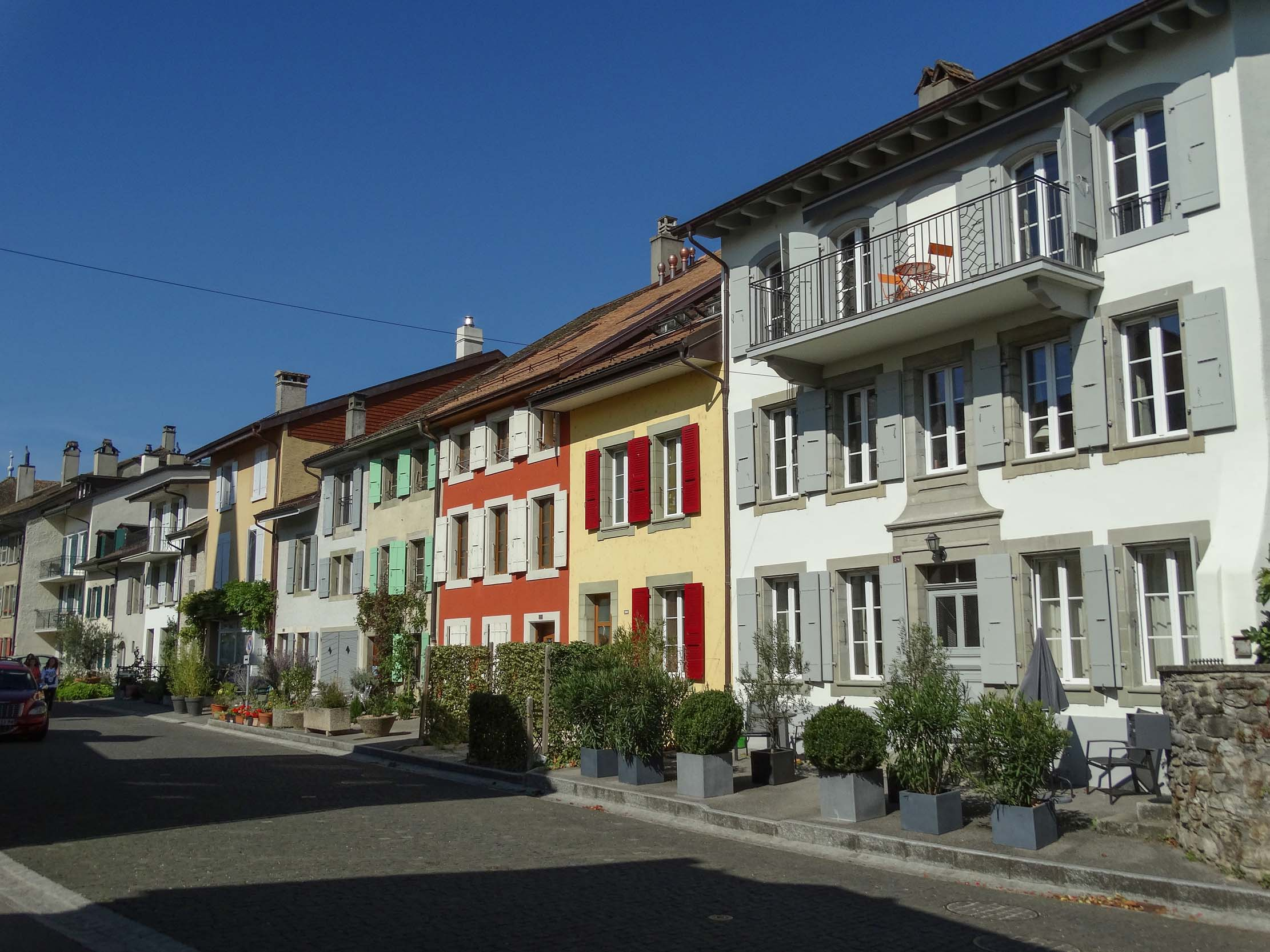
Centrum obce

Perroy leží v nadmořské výšce 418 m, vzdušnou čarou 14 km severovýchodně od okresního města Nyon. Vinařská obec se rozkládá na náhorní plošině na úpatí pohoří Vaud Côte, v panoramatické poloze asi 40 metrů nad hladinou Ženevského jezera.
Území obce o rozloze 2,9 km² zahrnuje část na severním břehu Ženevského jezera. Území obce se táhne od břehu jezera na sever přes rovinaté pobřeží až na náhorní plošinu na úpatí Côte. Východní hranici tvoří údolí potoka Eau Noire, které je mírně zahloubeno do náhorní plošiny. Úzký pás katastru obce se táhne severozápadním směrem po strmém svahu Vaud Côte a dosahuje nejvyššího bodu Perroy ve výšce 665 m n. m. poblíž Signal de Bougy. V roce 1997 tvořila 30 % rozlohy obce zastavěná plocha, 6 % lesy a lesní porosty a 64 % zemědělství.
V Perroy se nachází několik vinic a samostatných farem. Sousedními obcemi Perroy jsou Rolle, Mont-sur-Rolle, Bougy-Villars, Féchy a Allaman.

## Historie

Letecký pohled (1959)

První zmínky o obci se objevují již v roce 910 pod jmény Pirrhois a Prihoiam. Později se objevují názvy villa Petreio (955), villa Petroio (1013), v 11. století poprvé Perroy, v roce 1867 pak Perruërs a Perroi. Na počátku 12. století založili mniši, kteří v Perroy žili od poloviny 10. století, benediktinské převorství, které spadalo pod opatství Saint-Philibert v Tournus (Francie). Se zavedením reformace bylo převorství sekularizováno a nejpozději v roce 1548 byly klášterní statky prodány.
Po dobytí Vaudu Bernem v roce 1536 přešlo Perroy pod správu panství Morges. Po pádu Staré konfederace patřila obec v letech 1798–1803 v období helvétského soustátí ke kantonu Léman, který byl poté po vstupu v platnost mediační ústavy sloučen s kantonem Vaud. V roce 1798 byla přiřazena k okresu Rolle.

## Obyvatelstvo
| Rok            | 1850 | 1900 | 1910 | 1930 | 1950 | 1960 | 1970 | 1980 | 1990 | 2000 |
| Počet obyvatel | 452  | 394  | 383  | 466  | 551  | 503  | 575  | 759  | 992  | 1104 |

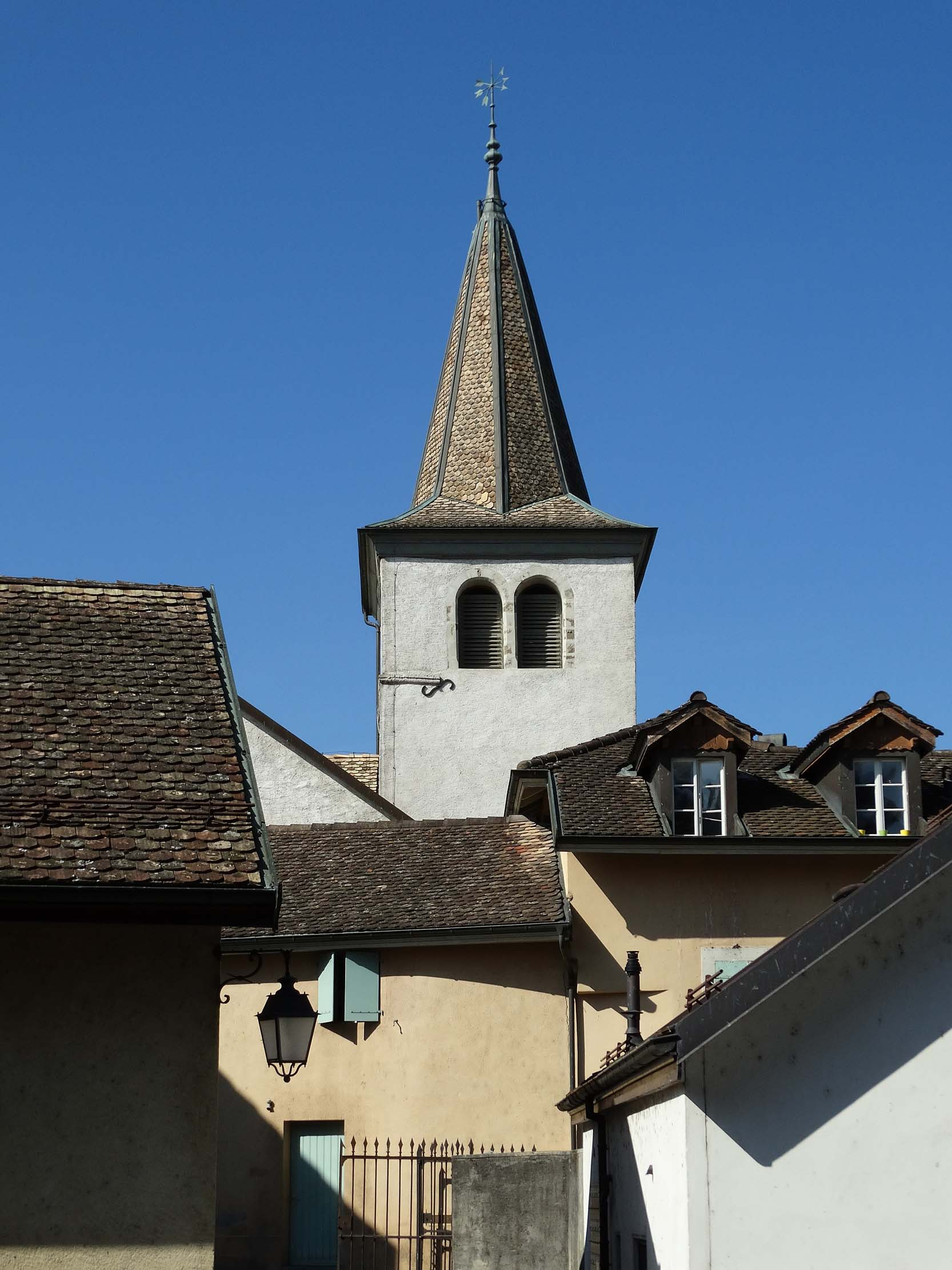
Kostel

83,2 % obyvatel hovoří francouzsky, 5,7 % německy a 4,4 % portugalsky (stav v roce 2000). V roce 1900 žilo v Perroy 394 obyvatel. Po roce 1960 (503 obyvatel) začal počet obyvatel rychle růst a během 40 let se zdvojnásobil.

## Hospodářství
Až do 20. století bylo Perroy převážně zemědělskou obcí. Zemědělství hraje i dnes důležitou roli jako zdroj příjmů obyvatelstva. Na slunných svazích pod obcí a na svazích Côte se pěstují vinice. Vinice pokrývají téměř polovinu rozlohy obce. Na náhorní plošině na úpatí svahu převažuje orná půda. Další pracovní příležitosti jsou k dispozici v průmyslu a především ve službách. V posledních desetiletích se obec díky své atraktivní poloze rozvinula v rezidenční obec. Mnoho pracujících pracuje mimo obec a někteří dojíždějí až do Lausanne.

## Doprava
Obec má dobré silniční spojení. Leží přímo nad hlavní silnicí č. 1, která vede ze Ženevy podél břehu jezera do Lausanne. Dálniční křižovatky Rolle a Aubonne na dálnici A1 (Ženeva–Lausanne), která byla otevřena v roce 1964 a prochází obcí, jsou vzdáleny asi 4 km od obce.
Dne 14. dubna 1858 byl zprovozněn úsek železniční tratě Lausanne–Ženeva z Morges do Coppet se stanicí v Perroy, která však dnes již není obsluhována. Obec je napojena na veřejnou dopravu prostřednictvím linky Postbus, která jezdí z Rolle do Aubonne.

## Osobnosti
- Liselotte Pulverová (* 1929), švýcarská herečka, žila zde mezi lety 1962 a 1992 s Helmutem Schmidem
- Helmut Schmid (1925–1992), německý herec a režisér, žil zde mezi lety 1962 a 1992 s Liselotte Pulverovou